# 塚本洋太郎
塚本 洋太郎（つかもと ようたろう、1912年1月3日 - 2005年3月12日）は、日本の園芸学者。専門は花卉園芸学。草花・花木・その他の観賞植物の研究を通じて花卉園芸学を学問的に体系化した。

## 略歴
朝鮮の大邱生まれ。本籍は福岡県北九州市八幡西区。
大阪府立豊中中学校（現：大阪府立豊中高等学校）から第五高等学校（現：熊本大学）を経て、京都帝国大学農学部農学科に入学。 大学では園芸学を専攻。1937年（昭和12年）京都帝国大学農学部農学科卒業後、助手として4年間園芸学第一研究室に勤務。大阪府立園芸学校に転出。この時期、第2次大戦中の園芸の荒廃を見て将来の花卉園芸学への道を決意する。戦後いち早く輸出用球根類の研究を開始。浪速大学（現：大阪府立大学）教授となり、1952年京都大学教授となる。講義、研究、著作、産地指導などで花卉園芸学を大成し、第一人者となる。美術についての造詣も深く、この方面の著作も多い。
園芸学会副会長に選出される。1975年、京都大学定年退官、名誉教授となる。
1949年 京都大学 農学博士 論文は「柿果の黒変に関する研究」。

## 著書
- 花卉汎論 養賢堂 1969年
- 園芸植物図鑑 保育社 1987年
- 原色園芸植物大事典（監修） 小学館、1989年
- 園芸の時代 日本放送出版協会 1978年
- 花と美術の歴史 河出書房新社 1975年
- 花ごよみ 講談社 1980年
- 私の花美術館 朝日新聞社 1985年
- 原色茶花大事典（監修） 淡交社 1988年
- 世界の花 淡交社 1990年
- 庭木を楽しむ 朝日新聞社 2001年

## 受賞
- 日本農学会賞 1974年
- 勲三等旭日中綬章 1984年
- 京都府文化賞 1991年
- 花の万博記念賞 1992年